# مقاطعة هايس (نبراسكا)
مقاطعة هايس (بالإنجليزية: Hayes County)‏ هي إحدى مقاطعات ولاية نبراسكا في الولايات المتحدة الأمريكية.

## أعلام
- دون ورث